# Epichilo vartianae
Epichilo vartianae là một loài bướm đêm trong họ Crambidae.